# リアム・ギャラガー
ウィリアム・ジョン・ポール・ギャラガー（William John Paul Gallagher、1972年9月21日 - ）は、イギリスのミュージシャン。オアシス、元ビーディ・アイのリード・ボーカリスト。身長178cm。
「Q誌の選ぶ歴史上最も偉大な100人のシンガー」において第11位。

## 概要
1990年代のブリットポップ・ムーブメントにおいて中心的人物であり、音楽だけでなく、奔放な言動や不遜な態度などでもプレスを賑わせて来た。1990年代以降のブリティッシュ・ミュージックシーンにおいて最も認知されているロックシンガーの一人。
ロックスターらしいワイルドな立ち振る舞い、インタビューの際に気に入らない他のバンドを名指しで酷評するなどの過激ともとれる発言でも有名だが、子煩悩であり、父親になってからは子供たちのためにロックンロールライフを放棄したと話している。良き父親というだけでなく、ジョギングのために毎日朝6時に起きるなどヘルシーな生活を送っている。
同バンドのリーダーで兄のノエル・ギャラガーとの兄弟喧嘩は有名でそのエピソードは枚挙に暇がない。喧嘩が原因でノエルがバンドを一時離脱するなど幾度となくバンドが解散の危機に晒された。2009年にオアシスが実質的に解散したのも兄弟喧嘩が主要な原因の一つである。

## 来歴

### 生い立ち
1972年、マンチェスターのバーネイジで、アイルランド系の両親、母ペギー(1943〜)と父トミー(1944〜)の間に生まれる。
長男・ポールが1966年、次男・ノエルが1967年生まれで、リアムとノエルは5歳の差があるものの、2人は同じ部屋を共有させられた。アルコール中毒の傾向があり、家族内暴力を起こしていた父に怯え、片親同然で育った幼少期を送ったが、ポールとノエルに比べリアムにはそれほど暴力は振るわなかったとされる。その一方で、当時から現在に至るまで常に母を大切に思っている。幼い頃は社交的だったノエルが他人との精神的な繋がりを求めない性格になったのは、父からの暴力が原因であると言われている。子供の頃は、兄2人が外出している間、1人で留守番をしていることが多かったため、惨めったらしい思い出ばかりだったと語っており、自分の子供達には同じ思いを絶対させたくないとも発言している。
ギャラガー兄弟はしばしば学校をずる休みする生徒であり、当時からよく警察の世話になっていた。リアムは、6歳の頃に受けもった彼の担任の先生に「リアムのおかげで毎晩精神安定剤のお世話になっている」と言われるほどの悪童で、15歳の時にはケンカなどの行いが原因で中学校の退学処分を受けたが、その後母の懇願もあって復学し何とか卒業まで漕ぎ着けた。他人の家の庭に忍び込んでは気に入った服を盗んだり、ドラッグを買うために自転車や芝刈り機などを盗んで売りさばいていたという。
ローティーンの頃にギターを始めてから作曲をするなど音楽に入り浸っていたノエルとは違い、リアムは18歳頃まではほとんど音楽に関心がなかったが、ストーン・ローゼズのライブを見たことで音楽に目覚める。初期のオアシスにはストーン・ローゼズからの影響が色濃い楽曲が存在し、大口を叩くところや悠々と闊歩するステージでの歩き方（『The Masterplan』のPVは、オアシスのメンバーが登場するアニメとなっているが、リアムの歩き方がそっくりに再現されている。）などはイアン・ブラウンのそれと似ており、よく比較される。音楽に開眼した後はザ・キンクスやザ・フー、ザ・ジャム、T・レックス、そしてビートルズなどを熱心に聴くようになり、最も影響を受けているであろうジョン・レノンを知る。その後、学校の友人であったギグジーことポール・マッギーガンからの誘いを受けボーカリストとして、バンド"ザ・レイン"に加入する。このザ・レインがノエルの加入によりオアシスとなる。
以降はオアシスの歴史の項を参照のこと。

### ビーディ・アイ 〜 ソロ・キャリア
2009年にノエルがリアムとの兄弟喧嘩を発端としてオアシスを脱退すると、同バンドは事実上の解散状態となる。残された元オアシスのメンバーは新たにビーディ・アイを結成。2010年に「ブリング・ザ・ライト」を発表しレコード・デビューを果たした。2011年にはリアム自身の呼びかけで東日本大震災の復興支援ライブを開催する。しかしバンドとしての活動は低調となり、セールス的にもそれほど成功できなかった。ビーディ・アイは2枚のアルバムを残し2014年に解散する。（ビーディ・アイの項も参照）
それから一時期表舞台から退いたリアムであったが、2017年に入って新たに外部のソングライターを迎え、ソロ・シンガーとしてデビューすることを発表。同年6月にファーストシングル「ウォール・オブ・グラス」を、同年10月には初のソロアルバム『アズ・ユー・ワー』をリリースした（この時点でオアシス以来のソニーからワーナーへ移籍）。このアルバムは全英1位を記録し、非常に好調なセールスを達成。世間にカムバックを印象付けた。並行して、アリアナ・グランデが企画したテロリストが起こしたマンチェスターアタックに対する慈善コンサート「One Love Manchester」にサプライズ出演し、宿敵とされていたコールドプレイのクリス・マーティンともデュエットしている。
その後2019年に『ホワイ・ミー?ホワイ・ノット』、2022年に『カモン・ユー・ノウ』と順調に新譜をリリース。同2022年には、リアムにとってオアシス時代の1996年以来となるネブワースでの2日間17万人を動員する大規模公演を成功に収めている。
2024年に元ザ・ストーン・ローゼズのジョン・スクワイアとのコラボ作品『リアム・ギャラガー & ジョン・スクワイア』をリリースした。

## ソングライティング
オアシスでは、当初はノエルが書く曲を歌うだけであったが、4thアルバムにリアムが初めて作詞作曲をした『Little James』が収録されて以降、リアム作曲の楽曲がコンスタントに収録されるようになった。ちなみにリアムは基本的なコードで作曲しており、楽曲はシンプルな構成であることが多い。例えば『Songbird』では2つのコードしか使われていない。しかしノエル曰く「書いた奴に関係なく名曲だ」との事。のちにベスト・アルバムの曲解説でノエルが上記の発言をしたことを聞かれると、「そんな話はよせ」と照れていた。

## ライブパフォーマンス

### 声質

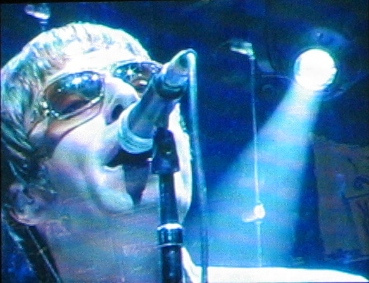
カリフォルニアにて（2005年）

彼の声質は度々「ジョン・レノンとジョン・ライドンの融合」等と表現されてきた。
初期の頃は高音域まで発声することが出来ており、曲によってはファルセット（裏声）すらも用いていた。（例えば『Up In The Sky』などではファルセットを多用している）。しかし、透き通っていた声質も次第に変化し、しゃがれたハスキーボイスへと変わっていった。基本的にはファルセットを用いることはまずない(しかし、2008年のリハーサルライブや2010年以降ビーディ・アイでの活動に入ってからは声質そのものは変化したものの高く透き通った声で歌うようになっており、さらに近年、稀ではあるがファルセットを使用しているところが確認されている)。1994年7月からライブでの「リヴ・フォーエヴァー」は、ファルセットのパートを放棄し始め、9月以降のライブでのファルセットのパートはノエルが代わりに歌っていたことから、意図的に出さないのではなく、出せなくなってしまったと予測されるが、リアム本人は、「昔は自分のボーカルがよく分かってなかったから、ノエルに言われたら何でも歌っていたけど、（今は）男が裏声で歌うのは生理的に嫌いだよ」、「（昔の）アルバムに入ってる自分の声は大嫌いさ。当時は良かったんだ。でも、いまの声のほうが好きだ」などと発言している。さらに、2007年のブリット・アワーズでのパフォーマンスで、ベストとは程遠い歌声に対して不満を爆発させたノエルは、リアムに「声をどうにかしないなら、次のアルバムはレコーディングしない」と言った。
特に近年、ライブでの歌声には波があり傾向としては声が低くなり、なおかつ伸びないという状態が多く、喉の調子が悪くなったらライブ途中でも歌うのを放棄して退場することがある。（日本でも過去、福岡公演で途中退場したことが2度ある。）その場合、その後はノエルが代わりに歌うことになる。近年の喉の不調の原因は定かではないが、酒、煙草、ドラッグの影響や、95年から97年にかけて毎年100以上のライブをこなしつつアルバムを制作し、喉を酷使していたことも影響しているといわれている。

### その他
- 手を後ろで組み右肩を下げ上半身を仰け反らせながら仁王立ちで歌う独自のボーカルスタイルである。顔を下に向けて歌うことはない。現在のボーカルスタイルになったのは映像などで確認出来る限り94年頃からである。それ以前では、片手でマイクスタンドのマイクを握りながら歌うスタイルだった(彼は自分自身の歌い方を『魂の解放』と比喩していた。なお2005年の7月あたりから手を後ろで組むことはほぼなくなっていった)。
- タンバリンを頭に乗せたり、口にくわえたり、最後には客席に投げ入れたりと、ライブにおいてタンバリンは欠かせない存在となっている。しかしビーディ・アイ結成後は使うことが少なくなっており、代わりにタオルやマラカスを持って歌うことが多い。
- ノエルのボーカル曲の時は舞台袖に移動する。そのためノエルがメインで歌っている時に、リアムがコーラスを付けたりサポートしたりすることはない。
- 楽器はノエルに教えてもらったギターを弾けるが、ライブで自らギターを弾くことはない。ただし、『Songbird』や『Go Let It Out』など（特に本人作曲の曲[注釈 2]）、何回かPVでギターを弾いていることもある。ギターはアンディやゲムにも教えて貰っている。

## 家族

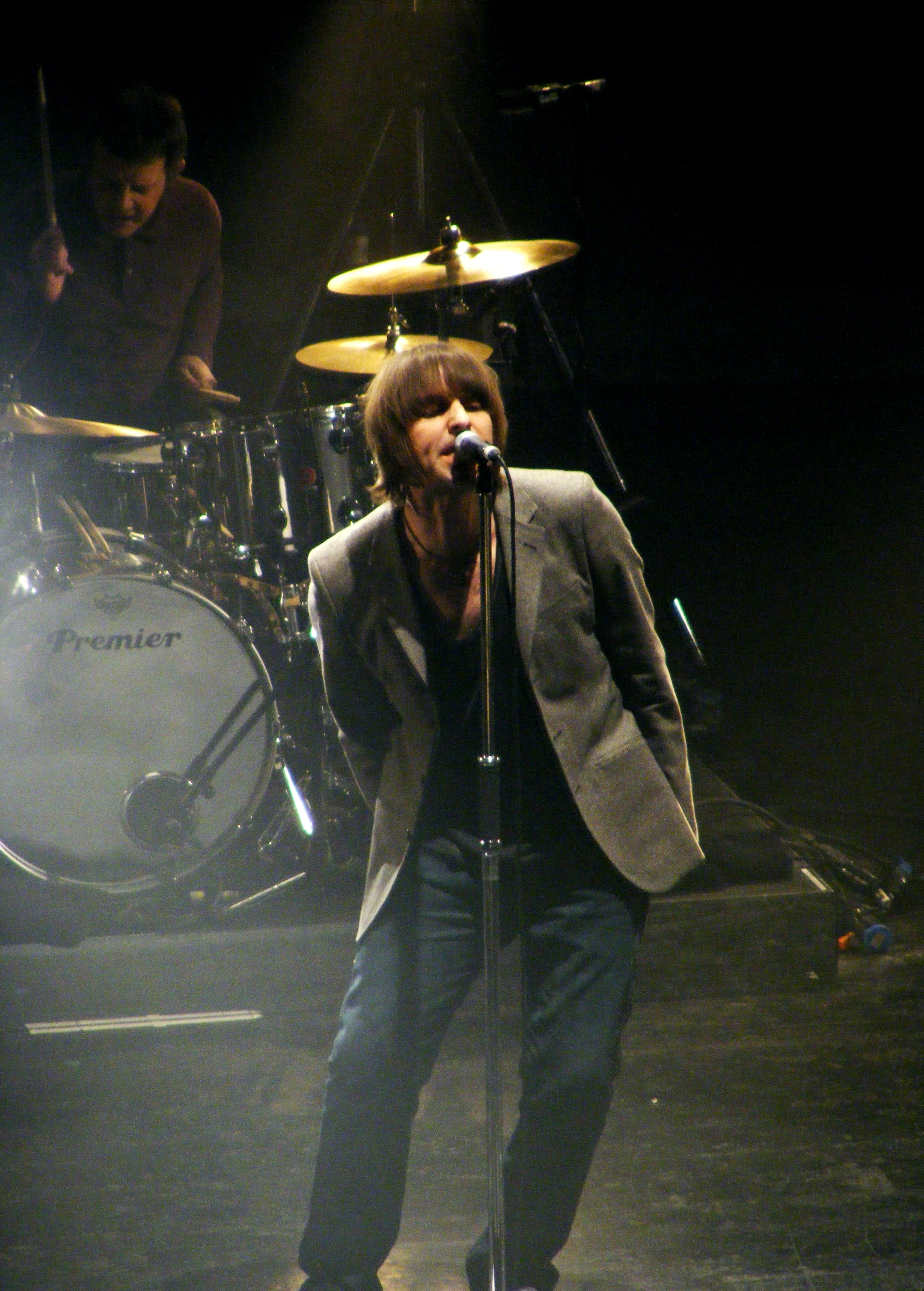
マンチェスターにて（2011年）後ろはドラマーのクリス・シャーロック。

- リサ・ムーリッシュとの間にモリー、前々妻・パッツィとの間にレノン、前妻オール・セインツのニコール・アップルトンとの間にジーンをもうけている。
- 1997年4月7日に女優のパッツィ・ケンジットと結婚。パッツィと結婚した1週間後にリアムはシンガーのリサ・ムーリッシュと浮気し、彼女は妊娠。1998年1月にモリーを出産。1999年9月13日に、パッツィとの間に生まれた子供を大ファンであるジョン・レノンの名前にちなんで、レノン・フランシス・ギャラガーと名付けるも2000年に離婚。パッツィとの離婚後から、オール・セインツのニコル・アップルトンと交際を開始し、2001年7月に息子・ジーンが誕生。約8年間交際していたニコルと2008年のバレンタインデーに結婚した。
- レノン・フランシス・ギャラガーはジョン・レノンにちなんで付けられており、ジョンの妻オノ・ヨーコは、リアム宛に祝福の手紙とオムツなどのベビー用品を送っている。リアムは「俺は、ヨーコを愛してるよ。彼女に会うたびに抱きしめて、守ってやりたいって思うんだ」とコメントしている[9]。
- リアムが初めて作詞作曲をした『Little James』は、前妻・パッツィの連れ子のことを歌ったものである。
- 最初の妻リサ・ムーリッシュはピート・ドハーティとの間にも一子儲けている。リアムはピートを嫌悪しており、ライブ中にピートのことをなじる発言をしたり[10]、薬物中毒のためリハビリ施設に入っているピートに対し「気取ったガキにドラッグは無理なのさ。あいつら、ライト級だからな」とも発言している[11]。
- 兄のノエルも1997年に結婚し、2000年に離婚を経験している。
- 2013年夏にジャーナリストのリザ・ゴルバーニとの間に隠し子が発覚。三番目の妻であるニコール・アップルトンとも別居した[12](後に離婚)。現在はリアムのマネージャーも務めているデビー・グウィサーと交際、結婚も予定しているという[13]。

## 人物・エピソード

### 嗜好
- 兄弟揃ってサッカー、特にマンチェスター・シティFCの熱狂的ファンで、2012年のUEFAチャンピオンズリーグのアウェイ戦レアル・マドリード戦に訪れ、迷惑行為で途中でつまみ出された逸話がある。当然ながら、地元のライバルであるマンチェスター・ユナイテッドFCが大嫌いで、「もし魔法が使えるとしたらどうする?」という質問に対して「（ユナイテッドのホーム・スタジアムである）オールド・トラッフォードを消す」と答えている。また、ワールドカップなどの時期に、イングランド代表チームについて「女々しくプレイするゲイ・ボーイズ」など、かなり毒を含ませる[14]。またリヴァプールFCのファンでもあり、ミッドフィルダーのジョー・コールと仲が良く、何度か観戦に訪れている。[15]
- 兄弟揃ってタバコと酒が大好きで、リアムは過去に酔った状態でステージに上がることがしばしばあった。
- オアシスのアルバムの中で『Be Here Now』が一番気に入っていると語っており、自身のサイン入りアルバムをチャリティー・オークションに出品したことがある。しかし、ノエルが選曲したベスト・アルバム『Stop the Clocks』に『Be Here Now』の楽曲は一切収録されておらず、リアムは不満を抱いているが、ノエル自身は『Be Here Now』は失敗作であったと度々発言している。
- 日本食では牛丼やラーメンが好きで、渋谷などの有名店で目撃されている[16]。
- アニメ「スポンジボブ」の大ファンである[要出典]。
- 日本のお気に入りの場所は、六本木にあるビートルズのコピーバンドの演奏が聴けるレストラン「アビーロード」であり、来日の際にはメンバーやスタッフと必ず訪れる[17]。

### 父親として
- 「120歳まで生きて、子供たちのそばにいたい。俺はもう、最近あんまり（遊びに）出かけてないんだぜ。子供のそばにいて健康的な食事を楽しんでる。人生は素晴らしいぜ」「生意気な子供に育てるつもりはないぜ。俺は汚い言葉を使う事もしなければ、子供をひっぱたく事もしない。ちょっと顔をしかめれば（子供は）わかってくれるんだよ」「今までは自分が世界で一番大切だったけど、これからはそうじゃない。あいつ（リアムの子供レノン）が一番大事なんだ」などの発言から子煩悩な父親である事がうかがえる。さらに、カート・コバーンの自殺について「子供を残して自殺するような親はクソだ」などの発言もある。

- 自分の子供を学校まで送り届けるのが日課である。さらに学校では、生徒たちに音楽を教えたり、一緒にサッカーをやったりしている[18]。
- 「20年やりたい放題だったけど今は子持ちだ。いろんなものから足を洗ったよ。子供と一緒じゃできないからな。彼らにフェアじゃない。それに俺は、父親でいる事が好きなんだ。世界で1番だよ」

- なお、基本的に子供好きと発言しており、自分の子供達のバースデイ・パーティーをやる際、ノエルの子供達の名前は必ず招待リストに入れており、ノエルと決裂した以降もアナイス（ノエルの前妻メグ・マシューズとの娘）と毎月必ず自身の家に遊びに来させているらしい[19]。なお、リアムは解散後に「だから世間が思ってるような、俺が『ノエルの子供達と仲が悪い』云々はみんな嘘八百もいいとこだよ。俺は子供が大好きだ。あのクソ野郎（ノエル）がまたクソみてえな戯言をほざいてるんだろ」と発言している。

### トラブルメーカー
- 1994年2月、オランダのアムステルダムに初の海外ツアーに行く途中のフェリー上で酒を飲み、一般人も巻き込む大騒ぎを起し逮捕。この騒ぎでノエル以外のメンバー4人が強制送還され、結局ノエルが1人で弾き語りのステージをこなす羽目になり、彼は激怒した。
- 同年8月、3rdシングル『リヴ・フォーエヴァー』発売翌日のギグの最中に突然男がステージに上がり、ノエルに殴り掛かったことによってギグ中止。ノエルはすぐさま応戦し、そこにリアムや他のメンバーも加担。
- 同じ月に、スウェーデンでプライマル・スクリームのメンバーと共に閉店後のバーに侵入したり、教会からワインを盗むなどの事件を起こしている。
- 同年11月、カミソリを万引きした容疑で逮捕される。
- 1996年11月、オックスフォード・ストリートを泥酔して歩いているところを職務質問され、コカイン所持の現行犯で逮捕。
- 1998年、オーストラリア行きのキャセイパシフィック航空機内で酔っぱらって罵詈雑言を浴びせ、喫煙などをしたことによって同社から利用を永久禁止となり、さらに着いたオーストラリアではオアシスの狂信的ファンのジャーナリストに頭突きと殴打を加えて逮捕された。
- 2002年、ドイツでのツアー中にバーで乱闘騒ぎを起こし、逮捕。この時リアムは、身長195cmの重量級アメフト選手[20]に前歯何本かをへし折られてしまい、治療のためにツアー中止。更に駆けつけた警官を蹴り上げるなどした[21]。
- 暴れて部屋や備品、エレベーター等を破壊したため、出入り禁止となっているホテルが幾つか存在する。
- パパラッチにしばしば攻撃する事がある（殴り掛かる、罵倒する、カメラのレンズや頭部にサインを書いていくなど）。
- デビュー当時はこうした素行の悪さ、奔放な言動、ドラッグや女性関係の噂などが英国のタブロイド紙で頻繁に騒がれていた。近年は父親になったということもあって落ち着いたと言われていたが、2007年には再びパパラッチを殴る事件を起こしている[22]。このような過去の行いに対しては「その時は正しいと思ってやった事だから後悔してる事は特にない」と発言している[23]。
- こういった数々のエピソードからのイメージとは裏腹に、ファンには優しく、よくサインなどにも応じてくれる。逆にノエルは、サイン嫌いを公言している。

### ファッション

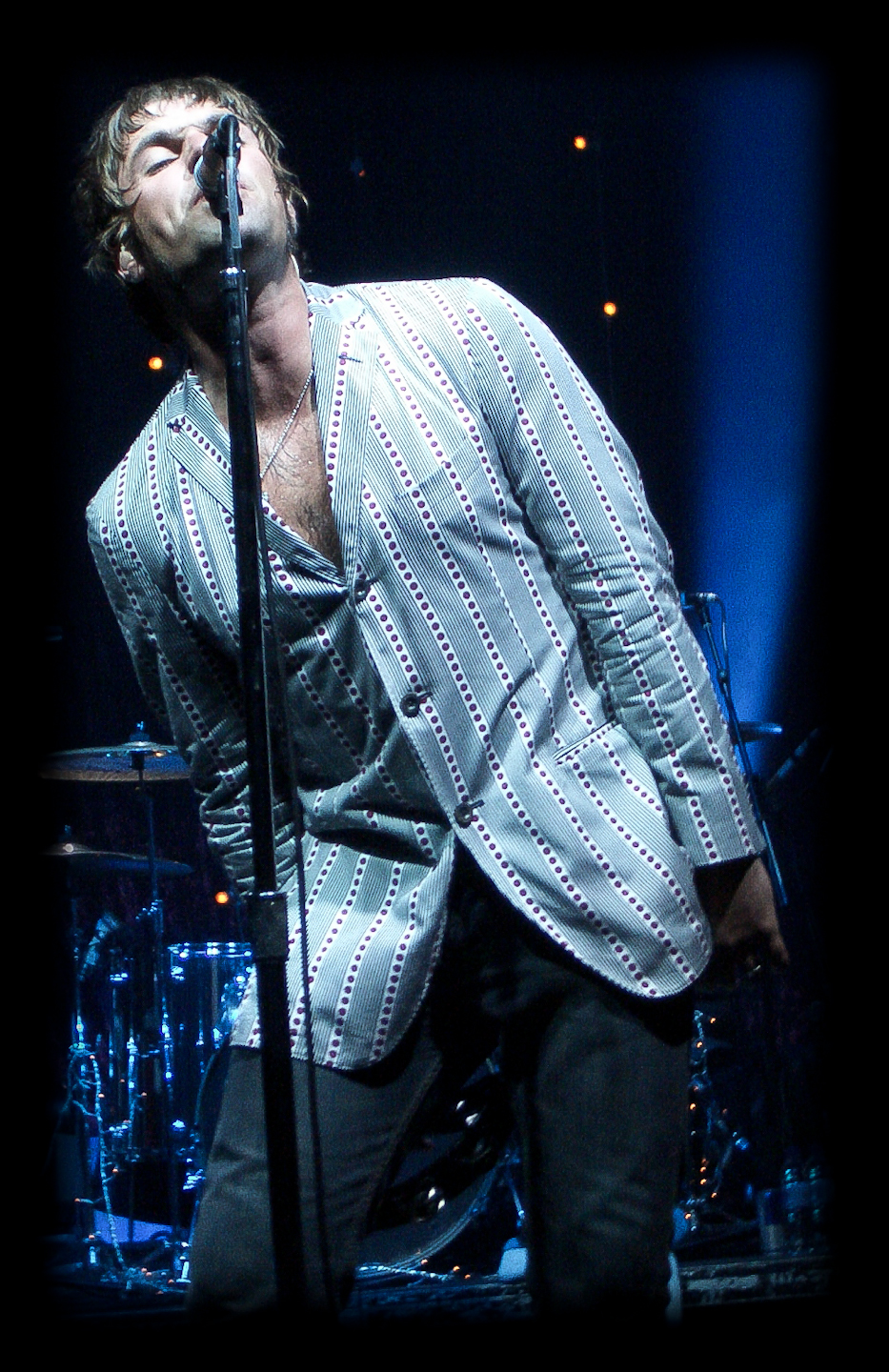
ウィーンにて（2006年）

- オシャレ好きとしても知られ、何度か日本のファッション雑誌の表紙を飾っている。好きなブランドはクラークス、ポール・スミス、リーバイス、アディダス、マカロニアンなど。来日時は大量に服を購入しているという。「買い過ぎちまうんだ。日本の服は凄くいいからね」などの発言から日本のアパレルはお気に入りのようである。M-65やモッズコート（M-51）など、ミリタリー、モッズテイストの服、トレンチコート、ピーコート、レザージャケット、デニムジャケット、ジーンズなどを好んで着ている。メンズノンノ2005年12月号では表紙を飾り、インタビューの際、読者へのメッセージで「必ずコンドームをつけろよ」とコメント。別のインタビューでも同様の発言をしている[24]。

- 髪型は短髪、ジョン・レノンを意識したもの、長髪や金髪など比較的よく変えている。「禿げたら俺は歌うのを止める。だって禿げが歌ったって説得力なんてないだろ？　禿げる事自体は怖くないけど、まあ禿げないに越した事はないわけさ」とコメント。

- サングラスを着用していることが非常に多く、ジョン・レノンのような丸い形のものから、個性的な形のものまで、様々なブランドのものを相当数コレクションしていると思われる。ノエル曰く「アイツのサングラスはいきすぎだ」

- 2009年6月に、自身のブランド"Pretty Green"を発表した。クラシックさを残しつつも、ストレートで誰にも媚びないスタイルが特徴[25]。またその3年後、東京、青山に「Pretty Green 青山本店」をオープン、また、新宿にはポップアップストアがオープンした(イギリス以外での営業は日本が初である)。2023年現在は既に日本から撤退しているが、本国からの通販は引き続き可能。

### その他
- プライベートではノエルと行動を共にしない。
- リアムの11ヶ月下には異腹の妹がいることが2006年本人が名乗り出たことで判明した[26]。
- 右腕にタトゥーを入れている。

## ディスコグラフィー

### アルバム
| 年   | タイトル                               | アルバム詳細                                                                              | チャート最高位 | チャート最高位 | チャート最高位 | チャート最高位 | チャート最高位 | チャート最高位 | 認定                       |
| 年   | タイトル                               | アルバム詳細                                                                              | UK             | AUS            | BEL            | IRE            | NLD            | NZ             | 認定                       |
| ---- | -------------------------------------- | ----------------------------------------------------------------------------------------- | -------------- | -------------- | -------------- | -------------- | -------------- | -------------- | -------------------------- |
| 2017 | As You Were                            | - 発売日: 2017年10月6日 - レーベル: Warner Bros. - フォーマット: CD, digital download,LP  | 1              | 9              | 13             | 1              | 15             | 13             | UK: プラチナ AUS: ゴールド |
| 2019 | Why Me? Why Not.                       | - 発売日: 2019年9月20日 - レーベル: Warner Bros. - フォーマット: CD, digital download,LP  | 1              | 7              | 8              | 2              | 20             | 34             | UK: ゴールド               |
| 2020 | MTV Unplugged (Live at Hull City Hall) | - 発売日: 2020年6月12日 - レーベル: Warner Bros. - フォーマット: CD, Digital download,LP  |                |                |                |                |                |                |                            |
| 2022 | C'MON YOU KNOW                         | - 発売日: 2022年5月27日 - レーベル: Warner Bros. - フォーマット: CD, digital download,LP  | 1              | 5              | 19             | 2              | 12             | 9              | UK: ゴールド               |
| 2022 | Down By The River Thames               | - 発売日: 2022年5月27日 - レーベル: Warner Bros. - フォーマット: CD, digital download,LP  |                |                |                |                |                |                |                            |
| 2023 | Knebworth 22                           | - 発売日: 2023年8月11日 - レーベル: Warner Bros. - フォーマット: CD, Digital download,LP  |                |                |                |                |                |                |                            |
| 2024 | Liam Gallagher & John Squire           | - 発売日: 2024年2月29日 - レーベル: Warner Bros. - フォーマット: CD, Digital download, LP |                |                |                |                |                |                |                            |

他アーティストとの競演（正式音源のみ）
- Love Me and Leave Me（シーホーゼズのアルバムでジョン・スクワイアと曲を合作）(1997)
- Carnation（The Jamトリビュートアルバムに参加）(1999)
- Scorpio Rising（デス・イン・ヴェガスのアルバムに参加）(2003)
- Shoot Down（プロディジーのアルバムに参加）(2004)

### シングル
| Title                                     | Year | Peak chart positions | Peak chart positions | Peak chart positions | 収録アルバム                 |
| Title                                     | Year | UK                   | FRA                  | IRE                  | 収録アルバム                 |
| ----------------------------------------- | ---- | -------------------- | -------------------- | -------------------- | ---------------------------- |
| "Wall of Glass"                           | 2017 | 21                   | 44                   | 13                   | As You Were                  |
| "Chinatown"                               | 2017 | 56                   | —                    | —                    | As You Were                  |
| "For What It's Worth"                     | 2017 | 33                   | —                    | 27                   | As You Were                  |
| "Greedy Soul"                             | 2017 | 56                   | —                    | —                    | As You Were                  |
| "Come Back To Me"                         | 2017 | —                    | 54                   | 86                   | As You Were                  |
| "I’ve All I Need"                         | 2018 | —                    | 77                   | 61                   | As You Were                  |
| "Shock Wave"                              | 2019 | 22                   | —                    | 57                   | Why Me? Why Not.             |
| "The River"                               | 2019 | —                    | —                    | —                    | Why Me? Why Not.             |
| "Once"                                    | 2019 | 49                   | —                    | 76                   | Why Me? Why Not.             |
| "One of Us"                               | 2019 | 50                   | —                    | 90                   | Why Me? Why Not.             |
| "Now That I’ve Found You"                 | 2019 | 61                   | —                    | 83                   | Why Me? Why Not.             |
| "All You’re Dreaming Of"                  | 2020 | 24                   | —                    | —                    | —                            |
| "Everything’s Electric"                   | 2022 | 18                   | —                    | —                    | C’mon You Know               |
| "C’mon You Know"                          | 2022 | —                    | —                    | —                    | C’mon You Know               |
| "Better Days"                             | 2022 | —                    | —                    | —                    | C’mon You Know               |
| "Diamond in the Dark"                     | 2022 | 65                   | —                    | —                    | C’mon You Know               |
| "Too Good for Giving Up"                  | 2022 | —                    | —                    | —                    | C’mon You Know               |
| "Just Another Rainbow" (with John Squire) | 2024 | 16                   | —                    | 76                   | Liam Gallagher & John Squire |
| "Mars to Liverpool" (with John Squire)    | 2024 | —                    | —                    | —                    | Liam Gallagher & John Squire |
|                                           |      |                      |                      |                      |                              |